# Orbita adeosincrona
Si dice orbita adeosincrona una qualsiasi orbita sincrona attorno a Plutone, potenzialmente utilizzabile da satelliti naturali o artificiali del pianeta. I satelliti in orbita adeosincrona sono caratterizzati da un periodo orbitale pari al giorno siderale plutoniano; è il caso di Caronte. Tuttavia è importante osservare che questi satelliti, in linea teorica, non mantengono sempre necessariamente la medesima posizione nel cielo di Plutone.
Un'orbita adeosincrona che sia equatoriale (complanare all'equatore del pianeta), circolare e prograda (ovvero che ruoti nella stessa direzione della superficie di Plutone) è detta adeostazionaria; i satelliti in orbita poseidostazionaria, analogamente a quelli in orbita geostazionaria, mantengono sempre la stessa posizione relativa rispetto alla superficie planetaria, ed è questo il caso di Caronte.

## Parametri orbitali
Il raggio dell'orbita adeosincrona è dato dalla formula
{\displaystyle r_{adeos.}={\sqrt[{3}]{\frac {GMT_{rotaz}^{2}}{4\pi ^{2}}}}=18\,792\,km.}
La velocità orbitale di un satellite in una simile orbita sarebbe dunque pari a
{\displaystyle v_{orb}={\frac {2\pi r_{orb}}{T_{rotaz}}}=0,214\,km/s.}
Una siffatta orbita è effettivamente possibile; si trova infatti all'interno della sfera d'influenza gravitazionale plutoniana, data dal raggio di Hill secondo la formula
{\displaystyle r_{Hill}=a{\sqrt[{3}]{\frac {m_{P}}{3M_{S}}}}=7\,637\,039\,km.}